# Grev Dooku
Grev Dooku er en fiktiv person i Star Wars-universet. Han spilles i Star Wars Episode II: Klonernes angreb og Star Wars Episode III: Sith-fyrsternes hævn af Christopher Lee. Han levede fra 102 BBY til 19 BBY. Han var oprindeligt en Jedi, men blev fristet til den mørke side af Darth Sidious. Bl.a. bliver han fristet fordi han er frustreret over Senatets dårlige funktionalitet, og fordi Jedi-rådet ofte benægtede at skride til vigtige handlinger (pga. deres principper). Ydermere er Qui-Gon Jinns død i Star Wars Episode I: Den usynlige fjende med til at føre ham til den mørke side.
Han har en gennemgående skurkerolle i den animerede tv-serie The Clone Wars (2008) med Niels Weyde som den danske stemme.